# Synagoge (Sarajevo)

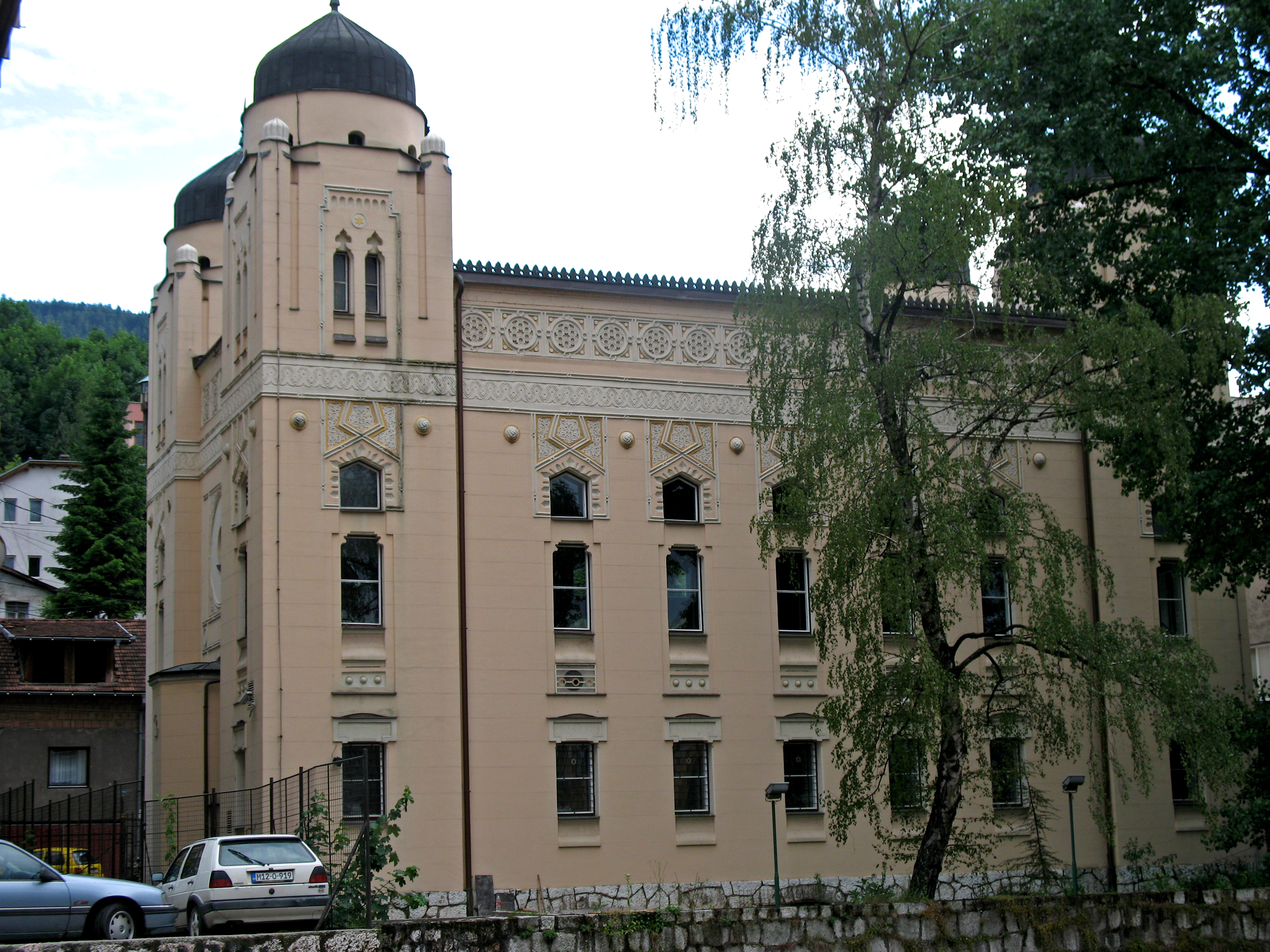
De Synagoge van Sarajevo gezien vanaf de buitenkant.

De Synagoge van Sarajevo (Bosnisch en Servo-Kroatisch: Sinagoga u Sarajevu/Синагога у Сарајеву) is een in 1902 gebouwde synagoge in het oosten van de stad Sarajevo, gelegen aan de zuidelijke oever van de Miljacka. Deze synagoge geld vandaag de dag als de belangrijkste synagoge binnen de Joodse gemeenschap in Sarajevo, alhoewel de synagoge vroeger voornamelijk belangrijk was voor de Asjkenazisch Joodse bevolking. Dit kwam omdat er in Bosnië en Herzegovina (vooral in de omgeving van Sarajevo zelf) al enkele Sefardisch-Joodse synagoge's waren gevestigd.

## Geschiedenis
Het begin van de geschiedenis van de Joden in Sarajevo gaat terug naar 16e eeuw. In deze tijd vestigde zich voornamelijk Sefardische Joden in de stad. De eerste synagoge van de gemeenschap werd al gebouwd rond 1581, maar werd echter meerdere malen verwoest, namelijk in 1679 en 1778. Na deze verwoestingen werd het gebouw uiteraard weer herbouwd. In de late 19e eeuw kwamen er op een gegeven moment ook grote groepen Asjkenazische Joden in Sarajevo. Omdat de Asjkenazische Joden nog geen eigen synagoge hadden, besloten ze om een Asjkenazische synagoge te bouwen. Hiervoor vroegen ze aan de Tsjechische architect Karel Pařík of hij de synagoge in de zogeheten proto-moorse stijl wilde ontwerpen. Dit zou uiteindelijk deze synagoge worden, en zal bekend staan als de Synagoge van Sarajevo. De bouw van de synagoge werd uiteindelijk voltooid 1902. 
Het interieur van de synagoge heeft grote bogen met rijk beschilderde decoraties. Het hoge, sierlijke plafond wordt benadrukt door een tien-puntige ster. Bij de ingang herdenkt een menora de 400-jarige geschiedenis van de joden in Bosnië en Herzegovina. Deze synagoge was oorspronkelijk Asjkenazisch, maar doordat de Sefardische synagoge in 1941 vernietigd werd, heeft deze synagoge later een Asjkenazisch en Sefardisch deel gekregen.